# بحيرة كريستال (ليكلاند، فلوريدا)
 بحيرة كريستال  هي واحدة من البحيرات السبع الكريستالية في مقاطعة بولك، فلوريدا، الولايات المتحدة الأمريكية. تبلغ مساحتها 27.58 فدانًا (111600 متر مربع). تقع هذه البحيرة داخل ليكلاند، فلوريدا، ومعظم المنطقة المحيطة بها حضرية بالكامل. يحدها من الشرق طريق المقاطعة 659 ومن الشمال منتزه بحيرة كريستال وطريق بحيرة كريستال الشمالي. يحدها من الغرب منازل. من الجنوب الغربي يحدها طريق بحيرة كريستال الجنوبي ومن الجنوب الشرقي المزيد من المنازل. 
يمكن الوصول إلى بحيرة كريستال من خلال منتزه بحيرة كريستال. يحتوي هذا المنتزه على رصيف صيد ومنحدر للقوارب ونقطة وصول للقوارب وبعض طاولات النزهة. يفتح المنتزه يوميًا من الفجر حتى الغسق. لا توجد منحدرات للقوارب أو مناطق سباحة على طول شاطئ البحيرة، ولكن يمكن صيد الأسماك من الشاطئ.